# Moto Parilla
La Moto Parilla (o, semplicemente, Parilla) è stata una casa motociclistica italiana, nata con sede a Milano nel 1946. Il nome dell'azienda deriva da quello del suo fondatore, leggermente modificato perché fosse più accattivante. Il simbolo dell'azienda era un levriero in corsa. Il marchio Moto Parilla è stato riacquistato nel 2017 e viene impiegato ancora oggi per la produzione di biciclette elettriche.

## Storia

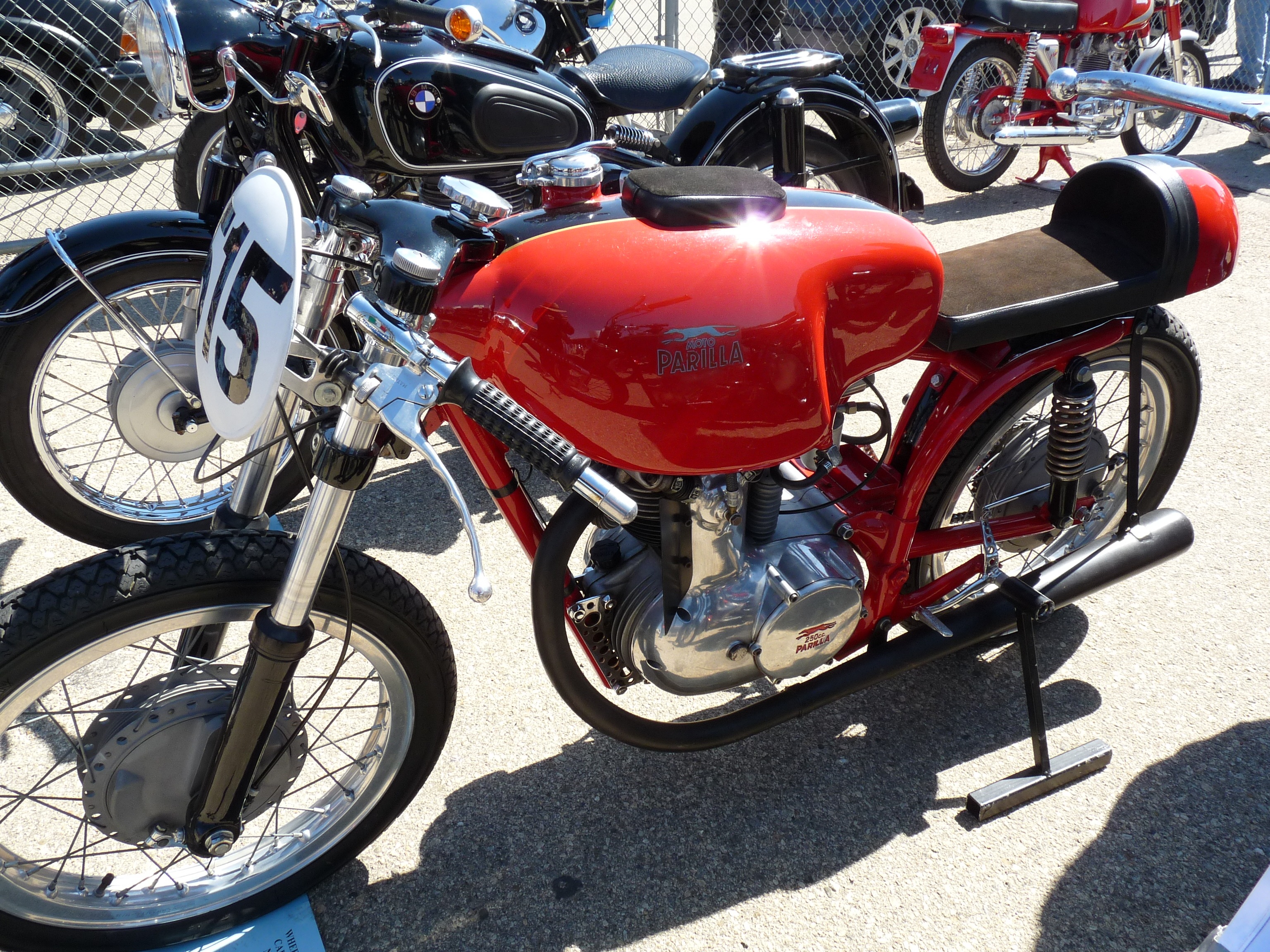
Una Parilla 250 Corsa. Si noti la forcella telescopica tipica degli ultimi modelli

L'azienda fu fondata da Giovanni Parrilla, già titolare di un'officina per la riparazione di componenti per motori diesel a Milano. Il primo modello prodotto fu una 250cm³ a quattro tempi monoalbero a coppie coniche, disponibile in versione da competizione a cui si affiancò, successivamente, la versione stradale "Sport" da 14cv a 6200 giri/min presentata a novembre del 1946 al motosalone milanese. Questo primo modello, progettato insieme all'amico Alfredo Bianchi (che diverrà poi progettista Aermacchi) prese immediatamente parte ad alcune gare, sottolineando sin da subito la vocazione alle competizioni della neonata casa. Negli anni successivi, la moto venne aggiornata con numerose nuove versioni monoalbero e bialbero, con potenze fino a 21cv (grazie anche all'adozione di un carburatore Dell'Orto da 30mm) e vari aggiornamenti ciclistici tra cui una forcella telescopica in luogo di quella a parallelogramma e un forcellone oscillante che sostituì la precedente vetusta soluzione.
Nonostante gli apprezzamenti del pubblico, le vittorie sportive (la prima risale al 1947, nella categoria Dilettanti sul circuito di Lugano) e l'ampliamento dello stabilimento milanese, nei primi sei anni di attività questo modello venne venduto in soli 300 esemplari; il motivo è da ricercarsi nella cura artigianale dei pezzi e del conseguente prezzo al pubblico estremamente elevato. Queste caratteristiche, che derivavano da una precisa scelta del fondatore, accomunarono gran parte della produzione Parilla, ma furono anche elementi che contribuirono al declino della casa durante gli anni '60.
Alla fine del 1949 venne presentata quella che sarà uno dei maggiori successi commerciali del marchio: la 98, una motocicletta a due tempi semplice ed economica proposta nelle versioni Turismo e Sport sostituita dal 1952 da una versione 125 con 6,2cv.
Nel 1951 venne assorbita la fabbrica di biciclette Wilier Triestina, marchio con il quale verranno poi commercializati alcuni modelli di 49 cm³.

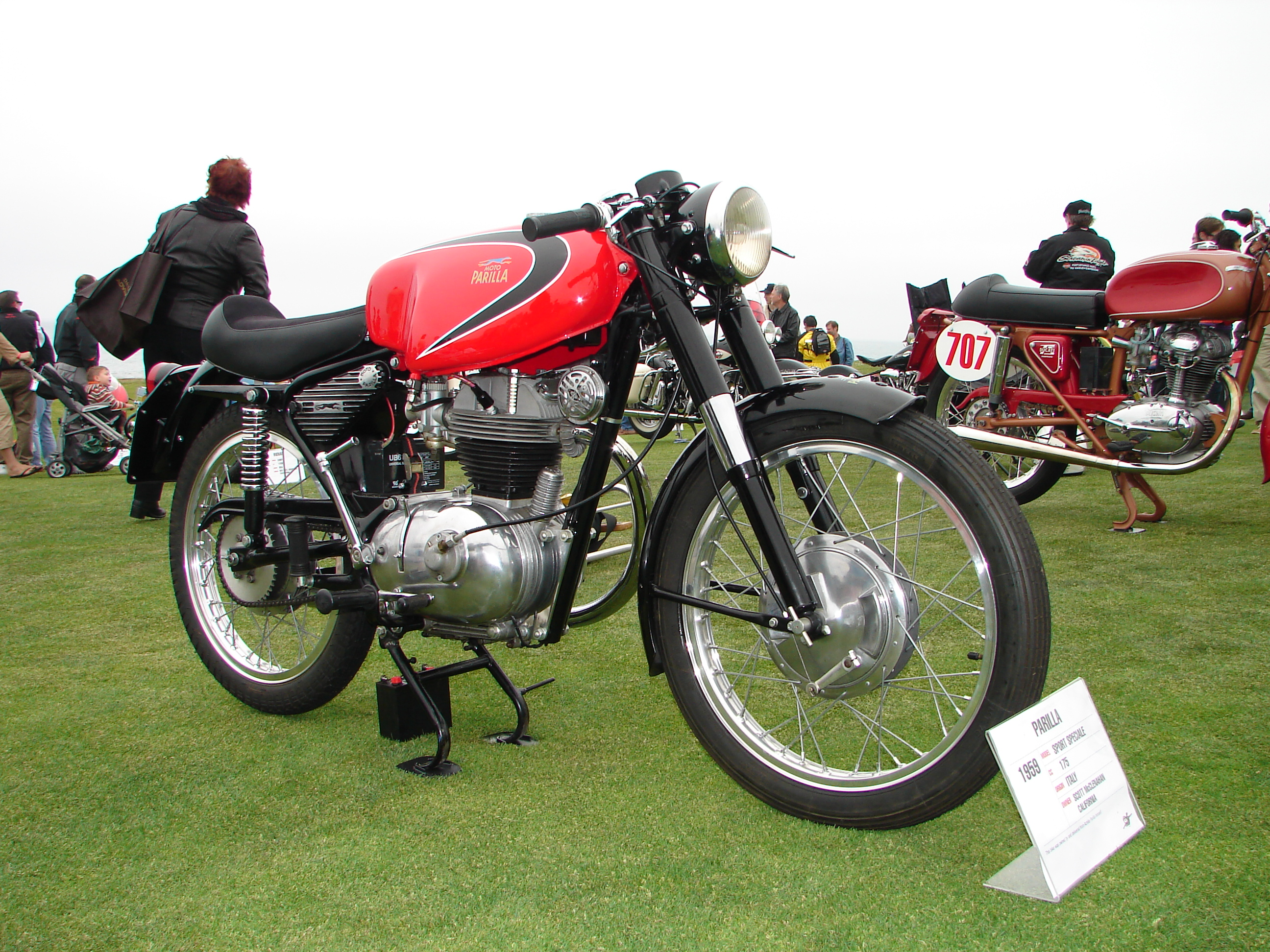
Una Parilla 175 del 1959

Il listino Parilla era in costante fermento: durante il 1953, la casa entrò nel nascente campo degli scooter con il Levriere 125 dotato di cambio a 3 rapporti e in rapida successione vennero presentate la Bracco (125, 150 e 175 cm³ due tempi), la Fauno (98 cm³ quattro tempi), la Setter e la Veltro. Gli ultimi due modelli dell'elenco, rispettivamente di 250 e 350 cm³, montavano entrambi motori bicilindrici in linea frontemarcia dallo stile tipicamente inglese anche a causa della grande passione di Giovanni Parrilla per le motociclette made in England.
Nel frattempo la casa vide l'abbandono di Alfredo Bianchi, sostituito da William Soncini. Altri importanti personaggi che entrarono a far parte della squadra furono Cesare Bossaglia (proveniente dalla Nassetti ed autore, per la Parilla, anche di ottimi motori per kart) e Giuseppe Salmaggi (ex Gilera).
Estremamente importante per la casa milanese fu la Fox 175, presentata al Motosalone del 1952 ed entrata in produzione l'anno successivo. Questa moto a quattro tempi con distribuzione a camma unica rialzata rimase in produzione per oltre 10 anni con modifiche meccaniche solo di dettaglio, a conferma della bontà del progetto originale. Della Fox vennero via via proposte sempre nuove versioni (turismo, super sport, sport competizione, turismo speciale, gran sport MSDS, lusso veloce e special) fino al termine della produzione nel 1963. Da ricordare, la vittoria di Giuseppe Rottigni in sella ad una Parilla 175 Gran Sport MSDS (Motocicli Sport Derivati dalla Serie) al Motogiro d'Italia del 1957, nella classe F3. La Fox, nelle sue varie versioni, ebbe un ottimo successo di vendite anche nel mercato statunitense grazie anche alle vittorie sportive della casa italiana negli States (eclatante fu, per esempio, il secondo posto di Ron Grant alla gara di Daytona nel motomondiale classe 250 del 1964).
Parlando di successi sportivi, si ricordano anche numerose partecipazioni alla Sei giorni, alla Valli Bergamasche e ai campionati americani di dirt track, anche attraverso squadre ufficiali supportate direttamente dalla casa madre.

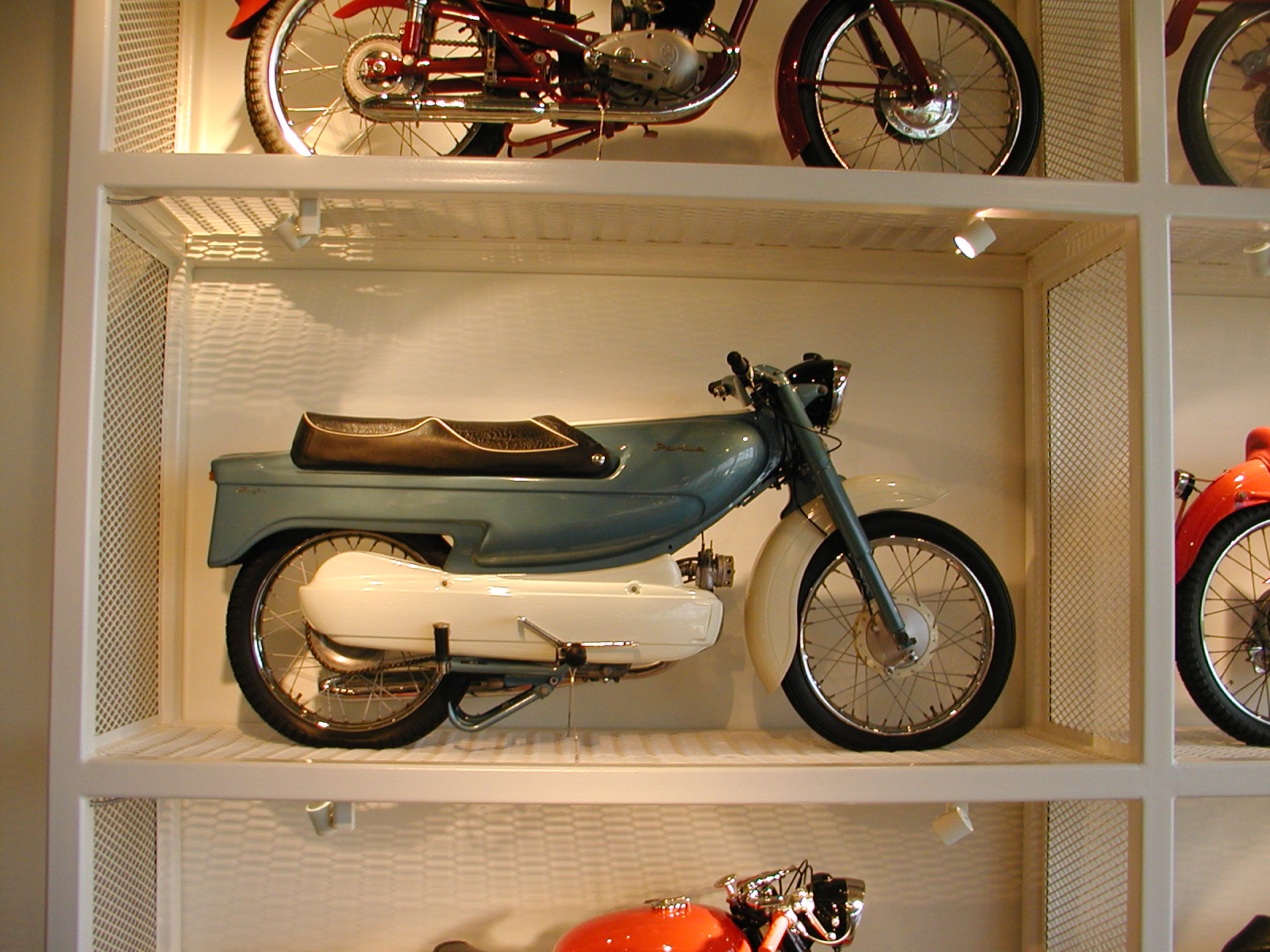
Uno Slughi. Questo singolare mezzo era dotato di vano sottosella

Un altro importante modello fu lo Slughi. A metà strada tra una tradizionale motocicletta ed uno scooter, fu il primo motociclo italiano di serie a presentare un telaio costituito da una carrozzeria portante in lamiera. Fu dotato di motorizzazioni di 98 cm³, a 2 e 4 tempi. Presentato al Motosalone del 1957, fu accolto con grande favore dalla stampa specializzata e venne ben presto lanciato sui mercati interno ed internazionali (negli Stati Uniti venne proposto con il nome di Ramjet). Tuttavia, il responso delle vendite non diede ragione alla casa italiana che fu ben presto costretta a sostituirlo con un mezzo più tradizionale: la Olimpia.
Proposta in versione a 4 tempi da 99 cm³ e a 2 tempi da 125 cm³, anche la Olimpia venne esportata nel mercato americano, con il nome di Impala.
Altri modelli da ricordare furono lo scooter Oscar, con motore bicilindrico due tempi di 160 cm³, una 125 presentata nel 1957 in versione stradale e scrambler e una 250 da motocross lanciata sul mercato nel 1961, quando ormai la storia della casa milanese era in procinto di volgere al termine.
Difficoltà finanziarie causate anche da un mercato interno non più frizzante e dallo scarso successo degli ultimi modelli, portarono il fondatore ad abbandonare l'azienda nelle mani di una società finanziaria nel 1962. La produzione, ormai incentrata soprattutto sui motori da kart a due tempi, sullo Slughi e sulla Olimpia, proseguì fino al 1967.
Dopo l'abbandono dell'azienda, Giovanni Parrilla cercò comunque di proseguire, per qualche tempo, l'attività di costruttore dedicandosi allo sviluppo di un modello da cross denominato "MP".